# 刑事ジョー ママにお手あげ
『刑事ジョー ママにお手あげ』（原題：Stop! or My Mom will Shoot）は、1992年に公開されたシルヴェスター・スタローン主演のアメリカ映画。スタローンがそれまで頑なに避けて来たコメディ要素を前面に押し出したアクションコメディ映画である。

## あらすじ
タフな刑事ジョーは、母と同居する羽目になった。しかし彼女は非合法な方法でイングラムM10を彼のために購入したり、現場にやってきたりと、彼を振り回してばかりいた。

## 登場人物
ジョー・ボモウスキー
演 - シルヴェスター・スタローン
刑事。お節介から何かと自分を振り回す母親には辟易しているが、それでも愛情はある。
トゥッティ・ボモウスキー
演 - エステル・ゲティ
ジョーの母親。子煩悩すぎて今でもジョーを子ども扱いする。しかし、息子を人生や哲学の観点から諭す厳しさも持つ。
グウェン・ハーパー
演 - ジョベス・ウィリアムズ
ジョーの上司であり恋人でもある。
パーネル
演 - ロジャー・リース
密輸組織のボス。事故を偽装して多額の保険金を得る。
ロス
演 - J・ケネス・キャンベル
刑事。
トニー
演 - ジョン・ウェズリー
ジョーの相棒。
ミッチェル
演 - デニス・バークレー
密売人。
ポーリー
演 - マーティン・フェレロ
パーネルの部下。パーネルの命令でジョーを追い詰める。
マンロー
演 - ゲイラード・サーテイン
パーネルの部下。パーネルの命令でジョーを追い詰める。

## キャスト
| 役名                     | 俳優                       | 日本語吹替                                                                                       | 日本語吹替 |
| 役名                     | 俳優                       | ソフト版                                                                                         | フジテレビ版 |
| ------------------------ | -------------------------- | ------------------------------------------------------------------------------------------------ | --- |
| ジョー・ボモウスキー     | シルヴェスター・スタローン | 羽佐間道夫                                                                                       | 玄田哲章 |
| トゥッティ・ボモウスキー | エステル・ゲティ           | 京田尚子                                                                                         | 京田尚子 |
| グウェン・ハーパー       | ジョベス・ウィリアムズ     | 弥永和子                                                                                         | 吉田理保子 |
| パーネル                 | ロジャー・リース           | 城山堅                                                                                           | 堀勝之祐 |
| ポーリー                 | マーティン・フェレロ       | 石井敏郎                                                                                         | 千田光男 |
| マンロー                 | ゲイラード・サーテイン     | 島香裕                                                                                           | 西尾徳 |
| トニー                   | ジョン・ウェズリー         | 秋元羊介                                                                                         | 秋元羊介 |
| ロス                     | J・ケネス・キャンベル      | 堀勝之祐                                                                                         | 江原正士 |
| ミッチェル               | デニス・バークレー         | 郷里大輔                                                                                         | 郷里大輔 |
| ミスター・ステレオ       | ヴィング・レイムス         |                                                                                                  | |
| 銃販売店の店員           | リチャード・シフ           | 藤城裕士                                                                                         | |
| 役不明又はその他         |                            | 稲葉実 後藤敦 小関一 幹本雄之 塚田正昭 小形満 松岡ミユキ 叶木翔子 種田文子 佐々木みち代 沢海陽子 | 亀井三郎 立木文彦 叶木翔子 鳥海勝美 堀之紀 川津泰彦 小形満 田中一成 亀井芳子 金野恵子 真地勇志 広瀬正志 喜多川拓郎 島香裕 渡辺美佐 水谷優子 麻丘夏未 古田信幸 |
|                          |                            |                                                                                                  | |
| 演出                     |                            | 加藤敏                                                                                           | 岡本知 |
| 翻訳                     |                            | 井場洋子                                                                                         | 松原桂子 |
| 効果                     |                            |                                                                                                  | VOX |
| 制作                     |                            | 東北新社                                                                                         | グロービジョン |
| 初回放送                 |                            |                                                                                                  | 1996年2月17日 『ゴールデン洋画劇場』 |

## 受賞歴
この映画はゴールデンラズベリー賞のうち、最低男優賞と最低助演女優賞と最低脚本賞をノミネート・受賞した。